# Řeřichy
Řeřichy település Csehországban, Rakovníki járásban. Řeřichy Pšovlky, Šanov, Petrovice, Václavy, Velká Chmelištná, Zavidov és Oráčov településekkel határos. Lakosainak száma 104 fő (2024. január 1.).

## Népesség
A település lakosságának változását az alábbi diagram mutatja:
| Lakosok száma | 258  | 313  | 299  | 158  | 131  | 107  | 87   | 88   | 114  | 104  |
|               | 1869 | 1900 | 1921 | 1961 | 1980 | 2011 | 2016 | 2019 | 2021 | 2024 |